# Banqiao Stadion
Das Banqiao Stadion (chinesisch 板橋體育場, Pinyin Bǎnqiáo Tǐyùchǎng) ist ein multifunktionelles Stadion im Stadtbezirk Banqiao von Neu-Taipeh, Taiwan, das aus mehreren Teilen besteht, von denen das Banqiao First Stadium (板橋第一運動場) bis zu 30.000 Zuschauer fassen kann und 1987 eröffnet wurde. Es wird meistens für Fußballspiele genutzt. 
In den letzten Jahren wurden jedoch öfters Konzerte abgehalten. Guns N’ Roses spielten während ihrer Welttour (Chinese Democracy Tour) am 11. Dezember 2009 im Stadion.
Es war neben dem Yunlin County Stadium im Landkreis Yunlin einer von zwei Austragungsorten der Fußball-Asienmeisterschaft der Frauen 2001.
Am 22. November 2020 fand hier das Finale der 2020 Taiwan Cup Immigrants Football Competition statt, die von der Global Workers' Organization, Taiwan veranstaltet wird.